# Budapesti kerületek alpolgármestereinek listája
A budapesti kerületek alpolgármestereinek listája azokat a személyeket sorolja fel, akiket az egyes budapesti kerületek alpolgármestereivé választottak 1990 óta.
A listában nem szerepelnek Budapest alpolgármesterei, akik 1950 előtt a Székesfőváros vezető tisztségviselői közé tartoztak.

## Budapest I. kerületében
Fazekas Csilla (2024-)
Fodor Artur (2024-)

## Budapest II. kerületében
- Dankó Virág (2006 -?) [1]

## Budapest III. kerületében
- Burján Ferenc [2]
- Hazai Iván András [2]
- Turgonyi Dániel [2]
- Béres András [2]

## Budapest IV. kerületében
- Nagy István (hétszer választották meg alpolgármesternek – 1992, 1997, 2002, 2006, 2010, 2014).

## Budapest V. kerületében
- Jeneiné Dr. Rubovszky Csilla Ph.D.
- Dr. Balla Valéria

## Budapest VI. kerületében
- Fürst György (? - ?)

## Budapest VIII. kerületében
- Sántha Péterné (? - ?)
- Egry Péter (? - ?)

## Budapest XI. kerületében
- Lakos Imre (1990-94 és 2002-2010)
- Molnár Gyula (1990-92)
- Juhos Katalin (1990-94)
- Bánsági György (1994-98)
- Tóth László (1995-98)
- Balás Piri László (1998-2002)
- Szőke László (1998-2002)
- Mestyanek Ödön (1998-2002)
- Bács Márton (2004-2010)
- Bakai-Nagy Zita (2019-)
- Barabás Richárd (2019-)
- Hintsch György (2019-)
- Orosz Anna (2019-2022)

## Budapest XIII. kerületében
- Szabó Miklós (1990 – 1991[3])
- Thuránszky Károly (1990 – 1991. október 25.)[4][5]
- Nemeskéri János (1991 – 1994)
- Dr. Millisits Endre (1991 – 1994)
- Dorogi Gabriella (1995 - ?)[6]
- Egerfai József (1995 – 1998)

## Budapest XIV. kerületében
- Rozgonyi Zoltán (2002 – 2006, majd 2015-től 2019-ig)
- Hajdu Flórián (2019-) [7]
- Várnai László (?- 2025)

## Budapest XV. kerületében
- Pintér Gábor (? – 2017)
- Balázs Zoltán (? – 2017)
- Viktorné Kovács Judit (2017 – )
- Tóth Imre (2017 - ?)

## Budapest XVII. kerületében
- Barna Andor (1994-2006)[8]
- Kiss Lajos (? - ? ) [8]
- Dr. Péczely Terézia (? - ?) [8]
- Horváth Tamás (2008 – 2019. október 13-ig [3])
- Fohsz Tivadar (2006-tól - ?)
- Dr. Füzesi Péter (2019. október 22-től)[9]
- Dr. Bakos András (2019. október 22-től) [10]

## Budapest XVIII. kerületében
- Szaniszló Sándor (2002 (?) – 2010)[11] (2019-től polgármester)

## Budapest XXII. kerületében
- Dankóné Hegedüs Jolán (MSZP) (2019. novemberétől) [12]

## Budapest XXIII. kerületében
- Weinmann Antal (? - ?)